# Regina Northeast (circonscription saskatchewanaise)
Pour les articles homonymes, voir Regina (homonymie).
Circonscription électorale provinciale du Canada
Regina Northeast (auparavant Regina North East (1967-1991) et Regina Churchill Downs (1991-1995)) est une circonscription électorale provinciale de la Saskatchewan au Canada. Elle est représentée à l'Assemblée législative de la Saskatchewan depuis 1967.

## Géographie
La circonscription représente le nord-est de la ville de Regina, soit les quartiers de Parkridge, Uplands, Glencairn et Glencairn Village.

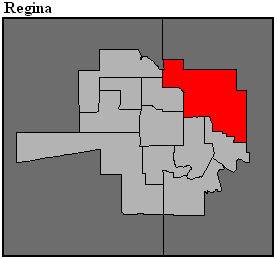
Frontière de la circonscription en 2016.
Frontière de la circonscription en 2022.

## Liste des députés
| Parlement                                            | Années                                               | Député                                               | Député                                               | Parti                                                |
| Regina North East                                    | Regina North East                                    | Regina North East                                    | Regina North East                                    | Regina North East                                    |
| Circonscription issue de Regina North et Regina East | Circonscription issue de Regina North et Regina East | Circonscription issue de Regina North et Regina East | Circonscription issue de Regina North et Regina East | Circonscription issue de Regina North et Regina East |
| ---------------------------------------------------- | ---------------------------------------------------- | ---------------------------------------------------- | ---------------------------------------------------- | ---------------------------------------------------- |
| 16e                                                  | 1967–1971                                            |                                                      | Walter Smishek (en)                                  | Néo-démocrate                                        |
| 17e                                                  | 1971–1975                                            |                                                      | Walter Smishek (en)                                  | Néo-démocrate                                        |
| 18e                                                  | 1975–1978                                            |                                                      | Walter Smishek (en)                                  | Néo-démocrate                                        |
| 19e                                                  | 1978–1982                                            |                                                      | Walter Smishek (en)                                  | Néo-démocrate                                        |
| 20e                                                  | 1982–1985                                            |                                                      | Russell Sutor (en)                                   | Progressiste-conservateur                            |
| 20e                                                  | 1986-1986                                            |                                                      | Ed Tchorzewski                                       | Néo-démocrate                                        |
| 21e                                                  | 1986–1991                                            |                                                      | Ed Tchorzewski                                       | Néo-démocrate                                        |
| Regina Churchill Downs                               |                                                      |                                                      |                                                      |                                                      |
| 22e                                                  | 1991–1995                                            |                                                      | Ned Shillington                                      | Néo-démocrate                                        |
| Regina Northeast                                     |                                                      |                                                      |                                                      |                                                      |
| 23e                                                  | 1995–1999                                            |                                                      | Ned Shillington                                      | Néo-démocrate                                        |
| 24e                                                  | 1999–2003                                            | Ron Harper (en)                                      |                                                      | Néo-démocrate                                        |
| 25e                                                  | 2003–2007                                            | Ron Harper (en)                                      |                                                      | Néo-démocrate                                        |
| 26e                                                  | 2007–2011                                            | Ron Harper (en)                                      |                                                      | Néo-démocrate                                        |
| 27e                                                  | 2011–2016                                            |                                                      | Kevin Doherty                                        | Saskatchewanais                                      |
| 28e                                                  | 2016–2018                                            |                                                      | Kevin Doherty                                        | Saskatchewanais                                      |
| 28e                                                  | 2018–2020                                            |                                                      | Yens Pedersen                                        | Néo-démocrate                                        |
| 29e                                                  | 2020–2024                                            |                                                      | Gary Grewal                                          | Saskatchewanais                                      |
| 30e                                                  | 2024–en cours                                        |                                                      | Jacqueline Roy (en)                                  | Néo-démocrate                                        |

## Résultats électoraux
Regina Northeast (depuis 1995)

Regina Churchill Downs (1991-1995)

Regina North East (1967-1991)